# Cyanopterus trujilloi
Cyanopterus trujilloi är en stekelart som först beskrevs av Blanchard 1963.  Cyanopterus trujilloi ingår i släktet Cyanopterus och familjen bracksteklar. Inga underarter finns listade i Catalogue of Life.